# Monte Frontè
El Monte Frontè es una montaña de los Alpes Ligures que mide 2.153 m s. n. m. Después del Monte Saccarello es la secunda montaña más alta de Liguria, en Italia.

## Geografía

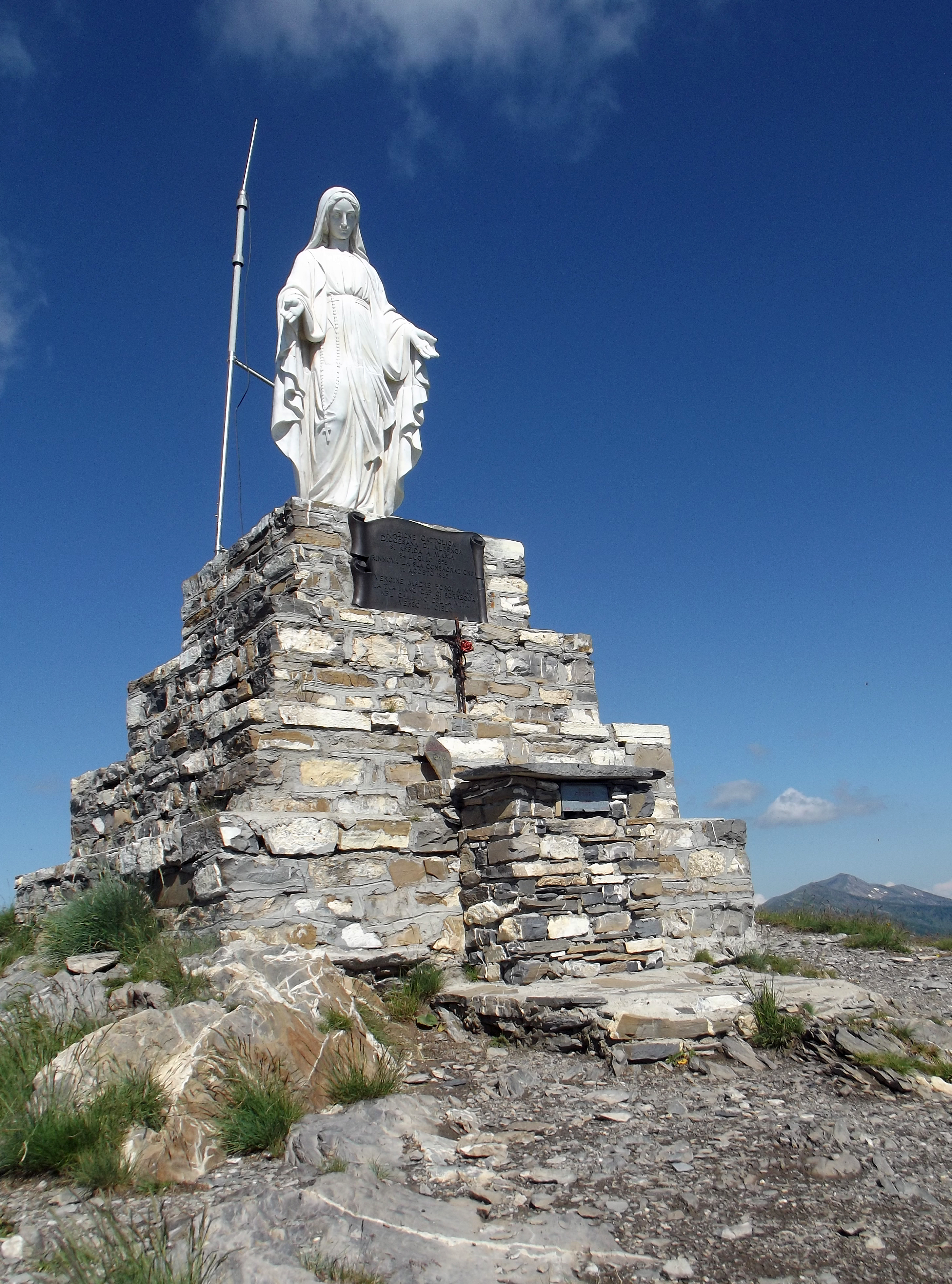
La estatua en la cima

La montaña se encuentra en la provincia de Imperia (Liguria). 
Según la clasificación SOIUSA, el Monte Frontè pertenece:
- Gran parte: Alpes occidentales
- Gran sector: Alpes del sudoeste
- Sección: Alpes Ligures
- Subsección: Alpes del Marguareis
- Supergrupo: Cadena del Saccarello
- Grupo: Grupo del Monte Saccarello
- Subgrupo: Nudo del Monte Saccarello
- Código: I/A-1.II-B.2.a

El Frontè marca su coyuntura de líneas divisorias a través de tres cuencas hidrográficas: la del Tanaro (el principal afluente de la margen derecha del río Po), la del río Argentina, que desemboca en el mar en Taggia, y la del río Arroscia, que desagua también en el mar de Liguria. 
En su la cima de la montaña hay una gran estatua de la Virgen María  construida en el año 1955.

## Ascenso a la cima

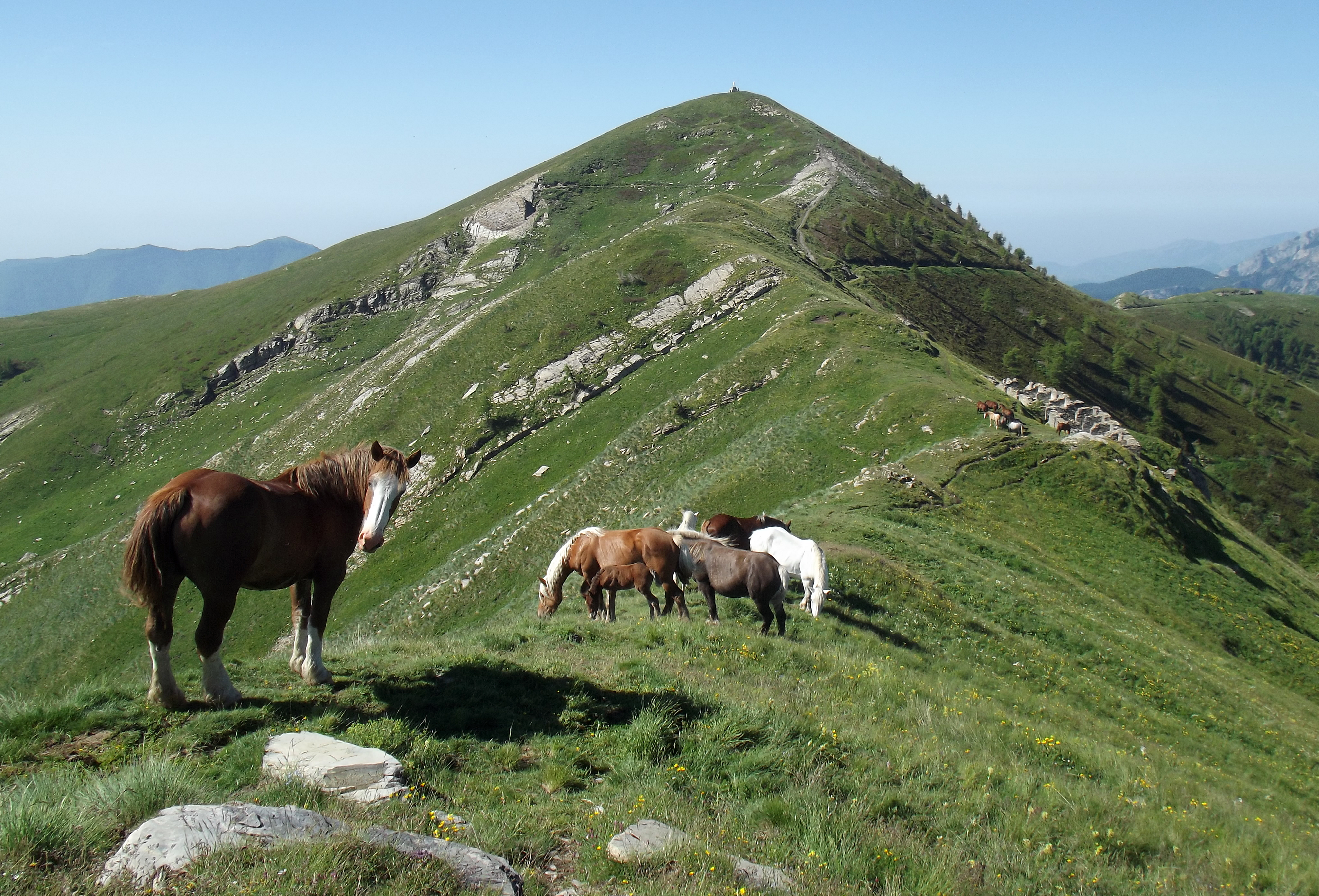
El Frontè desde la Cima Garlenda

Escalar el Monte Frontè es muy fácil, y puede seguirse la ruta de la Alta Via dei Monti Liguri casi hasta la cima de la montaña.

## Refugios de montaña
- Rifugio Sanremo (2.054 m)